# Lys and Love
Albums de Laurent Voulzy
Recollection
(2008) Lys and Love Tour
(2013)
Lys & Love, paru le 28 novembre 2011, est le septième album studio de Laurent Voulzy et le premier ne comprenant que des chansons originales depuis Avril paru dix ans plus tôt.
L'album est certifié en juin 2012 triple disque de platine en France, soit plus de 300.000 exemplaires vendus. Cet album, comme les deux précédents, est réalisé et arrangé par Laurent Voulzy & Franck Eulry.
Laurent Voulzy, pour cet album, se concentre sur plusieurs thématiques : le Moyen Âge, la France et l'Angleterre, d'où la présence de chant grégorien, du lyrique médiéval (Ma seule amour est adapté d'un rondeau de Charles d'Orléans), soit un album en forme de « cathédrale sonore […] dans un Moyen Âge entre mysticisme et mystère ». L'atmosphère médiévale est réinterprété dans Glastonbury, où se mêle les sonorités contemporaines et les aubes de troubadours. La Neuvième Croisade adopte une rythmique orientale avec l'oud et la poésie d'Abou Firas al-Hamdani.
Les featurings sont Roger Daltrey de The Who à la chanson Ma seule amour, et de Nolwenn Leroy au titre En regardant vers le pays de France.
Voulzy défend son album dans une tournée, notamment dans des églises, en 2012, d'où fut tiré l'enregistrement Lys & Love Tour.

## Liste de titres de l'album
Toutes les chansons sont composées par Laurent Voulzy (sauf La Neuvième Croisade composée avec Frank Eulry).
| No  | Titre                               | Paroles                                       | Durée |
| --- | ----------------------------------- | --------------------------------------------- | ----- |
| 1.  | Le Tableau                          | Alain Souchon                                 | 2:54  |
| 2.  | Jeanne                              | Alain Souchon                                 | 4:33  |
| 3.  | Glastonbury                         | Laurent Voulzy, Catherine Bitton, Ann Calvert | 6:27  |
| 4.  | En regardant vers le pays de France | Laurent Voulzy                                | 4:44  |
| 5.  | Blackdown                           | Laurent Voulzy, Mylène Miles                  | 4:26  |
| 6.  | C'était déjà toi                    | Alain Souchon                                 | 5:02  |
| 7.  | Ma seule amour                      | Charles d'Orléans                             | 4:39  |
| 8.  | Our Song                            | Liam Keenan                                   | 5:34  |
| 9.  | Le Ciel et la Terre                 | Laurent Voulzy                                | 5:39  |
| 10. | La Nuit                             | Alain Souchon                                 | 3:51  |
| 11. | La Neuvième Croisade                | Laurent Voulzy, Abu Firas                     | 14:13 |
| 12. | J’aime l’amour                      | Laurent Voulzy                                | 5:36  |

## Personnel
- Laurent Voulzy : chant, production, programmation (1 à 4, 6, 8, 9, 11), guitare (3 à 6 et 9 à 12), chœurs et cornemuse sur Jeanne et En regardant vers le pays de France, cornemuse d'entrainement sur Glastonbury, basse sur Blackdown, guitare acoustique et caisse claire sur Our Song, kayamb sur La neuvième croisade, ukulélé sur Glastonbury, Tin Whistle, frappements de pieds et claquements de mains sur En regardant le pays de France
- Franck Eulry : production, arrangements, programmations (sauf La nuit), claviers, Tin Whistle sur En regardant vers le pays de France, chœurs (7, 9, 11, 12), frappements de pieds et claquements de mains sur En regardant vers le pays de France
- Alexander Martin : chœurs sur En regardant vers le Pays de France et direction des chœurs
- Alice Habellion, Anne-Marie Jacquin, David Schavelzon, Delphine Fischer, Elodie Salmon, François Rougier, Gauthier Fenoy, Grégoire Fohet-Duminil, Hélène Le Corre, Frank Eulry, Jacques Gomez, Jean-Christophe Jacques, Laurent David, Paul Willenbrock, Paul-Alexandre Dubois et Sophie Decaudaveine : chœurs (7, 9, 11)
- Caroline Dale, Chris Worsey et Nick Cooper : violoncelle (2, 4, 6, 8, 11)
- Helen Kamminga, Nick Barr, Reiad Chibah, Steve Tees : Violon (2, 4, 6, 8, 11)
- David Emanuel, Fiona McNaught, Oli Langford, Peter Hanson, Richard George, Rick Koster, Rita Manning : alto (2, 4, 6, 8, 11)
- Everton Nelson : alto principal (2, 4, 6, 8, 11)
- Patrick Lannigan : contrebasse (2, 8, 11)
- Nolwenn Leroy et Toby Smith : chœurs sur En regardant vers le pays de France
- Olivia Little : chœurs sur Blackdown
- Quentin Voulzy : chœurs sur En regardant vers le pays de France et Blackdown
- Dawn Landes : chant sur Our Song
- Roger Daltrey : chant sur Ma seule amour
- Lauryn Love : chant sur C'est déjà toi
- Driss El Maloumi : chant et oud sur La neuvième croisade
- Manu Katché : batterie sur La neuvième croisade
- Martin Owen : cor sur Jeanne et En regardant le pays de France
- Nicolas Montazaud : percussions (3, 5, 11)
- Stéphane Briand : frappements de pieds et claquements de mains sur En regardant vers le Pays de France

## Classement hebdomadaire
| Classement (2011)            | Meilleure position |
| ---------------------------- | ------------------ |
| Belgique (Wallonie Ultratop) | 1                  |
| France (SNEP)                | 2                  |
| Suisse (Schweizer Hitparade) | 30                 |

## Certifications
| Pays           | Certification |
| -------------- | ------------- |
| France (SNEP)  | 3 × Platine   |
| Belgique (BEA) | Or            |